# Şirince
Şirince (do 1926 roku Çirkince) – miejscowość w zachodniej Turcji w pobliżu Efezu w prowincji İzmir.

## Historia
Şirince w starożytność była posiadłością grecką. Do dziś miejscowość zachowała wiele tradycji greckich. Do 1926 roku miejscowość nosiła nazwę Çirkince.

## Turystyka
Şirince ze względu na swoją tradycję stała się jednym z miejsc, w którym koniec świata według kalendarza Majów miał nie nadejść. W całym Şirince znajduje się łącznie 400 łóżek hotelowych, które w 2012 roku po raz pierwszy zostały wszystkie zajęte przez turystów.
Według jednej z tradycji, w Şirince nastąpiło Wniebowzięcie Najświętszej Maryi Panny. Şirince jest kojarzone z tradycyjnym winem Erkan Önoğlu (w 2012 roku nazwane przez lokalnych producentów winem apokalipsy), Wniebowzięciem Najświętszej Maryi Panny, brzoskwiniami.